# Midnight Boom
Albums de The Kills
No Wow
(2005) Blood Pressures
(2011)
Midnight Boom est le 3e album du groupe The Kills, sorti en 2008. Il a été enregistré au studio Key Club Recording Company (en) a Benton Harbor, dans le Michigan. Le titre de l'album fait référence au moment où la Lune apparait et où tout le monde va dormir.

## Liste des titres
Toutes les chansons sont écrites et composées par Jamie Hince, Alison Mosshart.
| No  | Titre                    | Durée |
| --- | ------------------------ | ----- |
| 1.  | U.R.A. Fever             | 2:16  |
| 2.  | Cheap and Cheerful       | 2:26  |
| 3.  | Tape Song                | 3:35  |
| 4.  | Getting Down             | 2:55  |
| 5.  | Last Day Of Magic        | 3:21  |
| 6.  | Hook and Line            | 2:03  |
| 7.  | Black Balloon (en)       | 3:46  |
| 8.  | M.E.X.I.C.O.             | 1:37  |
| 9.  | Sour Cherry              | 3:07  |
| 10. | Alphabet Pony            | 1:45  |
| 11. | What New York Used to Be | 3:15  |
| 12. | Goodnight Bad Morning    | 3:52  |

## Simples extraits
| No | Titre              | Durée |
| -- | ------------------ | ----- |
| 1. | U.R.A. Fever       |       |
| 2. | Cheap and Cheerful |       |
| 3. | Last Day of Magic  |       |